# 한성순보

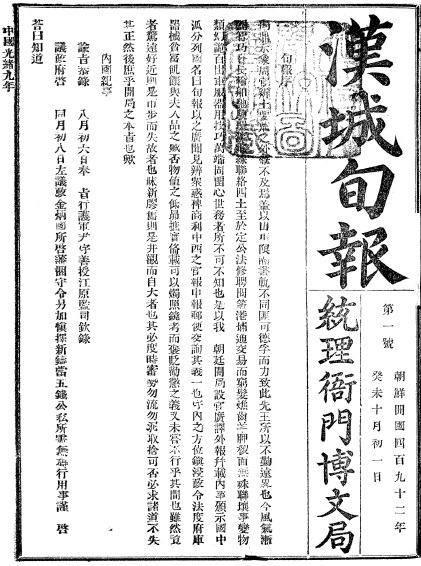
한성순보 제1호

창간자 박영효

《한성순보》(漢城旬報)는 조선 말기인 1883년 10월 31일(고종 20년 음력 10월 1일) 창설된 순간(旬刊) 신문으로, 한국인이 발행한 한국 최초의 근대적 신문이라하나 친정부적 성향, 혹은 일종의 관보이다. 민영목·김만식(金晩植) 등이 주재했고, 일본인 이노우에 가쿠고로(井上角五郞)가 고문으로 있었다. 문장은 순한문(純漢文)이며, 1884년 12월 4일(음력 10월 17일) 갑신정변으로 《한성순보》를 발행하던 박문국이 불타자 12월 6일(음력 10월 19일)부터 발행이 중단되었으나, 1886년 1월 25일에 《한성주보》로 맥을 이었다.

## 개요
조선은 정부에서 발행하는 기존의 조보(朝報)가 아닌 근대적 의미의 신문을 발행하기로 결정한다. 이는 박영효가 건의하였는데, 그는 신문의 역할 및 발행의 필요성을 설명하고 간행 허가를 간청하였다. 1883년 2월 고종은 한성부에서 관장하는 신문을 발행토록 허가하였고, 1883년 8월 17일 고종은 통리아문 내에 박문국(博文局)을 설치하여 신문을 발간하도록 명하였다. 박문국 초대 총재에 외아문 독판인 민영목(閔泳穆)을, 부총재에 김만식(金晩植)을 임명하여 신문 간행을 위한 준비를 하고, 그해 10월 20일(음력 9월 20일) 창간호를 발간하여 10월 31일(음력 10월 1일) 발행하였다. 일본에서는 박영효 등과 접촉한 후쿠자와 유키치 등이 조선에서의 영향력 확대를 위해 신문 발행에 도움을 주었다.
《한성순보》는 열흘에 한 번 발행하는 순보였고, 크기는 가로 19센티미터, 세로 26.5센티미터, 전체 지면 수는 18쪽이었으며, 제본되어 잡지 형태로 발행하였고, 1부에 30전이라는 싸지 않은 값에 팔았다. 표제와 본문을 모두 4호 활자를 사용하였으며, 본래 국한문으로 펴내려 했으나 활자 준비 등의 이유로 순한문으로 펴냈다. 관보(官報) 성격을 띠었고, 기사의 대부분은 승정원에서 돌리던 조보의 내용이었다.
신문의 성격은 순보서(旬報序)에 밝힌 바와 같이, ‘외국 신문을 많이 번역하여 게재하고 국내 사건도 실으며, 좋고 나쁜 것을 구분해서 취사선택하도록 하였고, 신문으로서 바름(正) 을 견지할 것’을 강조하였다. 순보서에 나온 대로 외국 신문을 번역하여 소개하였고, 당시의 강대국과 약소국 간에 벌어지는 전쟁이나 군사 장비 등과 서양의 사상 등을 소개하였다. 국내 기사로는 개인적인 일, 관(官)에서 하는 일, 한성시에서 하는 일 등을 구분하여 게재하였다.
인쇄는 박문국에서 하였으며, 인쇄기와 신문 용지로 쓸 개량지가 도입된 두 달 뒤에 창간호가 나왔다. 기술 및 편집 문제는 일본인 이노우에 가쿠고로(井上角五郞)가 관계했고, 자금은 정부에서 지원하였으며, 편집 인원은 모두 조선의 관원이었다. 신문 제1면은 언제나 조보의 내용을 실었고, 시직탐보(市直探報)라는 물가 동향을 적었다. 사회 면에 해당하는 국내 홍보란, 외국의 상황을 알려 주는 각국근사(各國近事)가 있었고, 문명 개화란에는 지구도해를 비롯하여 서양 등지의 각종 생물이나 풍물을 소개하였다.
《한성순보》에서 자주 번역·인용되었던 외국 자료는 일본의 《동경일일신보》와 중국의 《중외신보》·《상해신보》·《순환일보》·《문회보》·《복주일보》 등 이었고, 그밖에 미국, 영국, 독일, 인도 등지의 신문과 잡지를 번역·소개하였다.
편집자와 마찬가지로 기자도 모두 조선의 관원이었다. 주사(主事) 또는 사사(司事)로 불렸고, 매우 정열적인 자세로 일했으나, 신문의 평판은 별로 좋지 않았다. 우선 순한문 신문이라서 인기가 없었다. 소식 전달의 효과는 컸지만 시간이 갈수록 한문 신문은 인기가 없어졌다. 둘째로 조보를 대체할 관보의 성격을 띠었기 때문에 정부 관계자가 아닌 일반인에게는 인기가 없었다. 셋째로 1부에 30전을 받고 팔았는데, 낯선 읽을거리를 돈을 주고 사려는 대중이 적었다.
게다가 《한성순보》제10호(1884년 양력 1월 30일자)에 실린 “화병범죄”(華兵犯罪)라는 제목의 기사를 문제 삼아 청나라에서 간섭하였다. 문제의 기사에서 한성의 한 약방에서 약값 때문에 시비가 일어나 청의 병사가 살인을 저지른 사건을 보도하였고, 이에 청나라는 이 기사가 나온 지 2개월 반이나 지난 4월에 조선 정부에 대해 “허위가 있어서는 안 되며 확실한 증거 없이 씌어서는 안 된다.”라는 공문을 보냈다. 이 사건으로 말미암아 이 기사 작성에 관련되었다고 알려진 일본인 이노우에 가쿠고로는 《한성순보》에서 손을 떼고 일본으로 귀국하게 되었다. 이 사건은 신문 기사가 문제가 된 한국 최초의 필화(筆禍) 사건이다.
결국 갑신정변으로 박문국이 불타면서 《한성순보》는 간행을 멈추었고, 뒤에 《한성주보》로 바뀌어 간행된다.

## 논란

### 한국 최초의 신문?
흔히 《한성순보》는 한국 최초의 근대 신문으로 알려져 있으나, 엄밀히 말해 한국인이 발행한 한국 최초의 근대 신문이다. 한국에서 발행된 최초의 근대 신문은 1881년 12월 10일에 부산에서 창간된 《조선신보 (1881)》이다. 다만 이 신문은 일본인 상업단체인 부산항 상법회의소가 발행하였다. 달에 세 번 10일 간격으로 국판 18면 체계를 갖추어 발행하였다.

### 조선 개화에 공헌?
극우 일본인이나 신친일파들은 후쿠자와 유키치가 이노우에 가쿠고로(井上角五郞)를 보내어 《한성순보》 제작을 돕는 등 조선 개화에 도움을 주었다는 주장을 펼치기도 한다. 그러나 후쿠자와 유키치는 자유사상가인 동시에 침략주의자였다. 1885년 (양력) 8월 13일자 《시사신보》(일본어: 時事新報)에 “조선 인민을 위해서 그 나라의 멸망을 축하한다.”라는 제목의 기사를 싣기도 했다. 이노우에 가쿠고로가 한성순보에서 편집주간으로 일하면서 한 일은 조선의 이익과는 거리가 멀었다.
한성순보 제10호에서 청병의 횡포를 비난하는 기사를 썼는데, 이른바 친일배청 노선이었다. 이는 후쿠자와 유키치가 이노우에 가쿠고로를 조선으로 보내면서 “좌우간에 일본 이외의 국가가 조선에 손을 대게 할 수는 없다.”라고 한 말과 일맥상통한다. 이노우에 가쿠고로는 일본으로 돌아갔다.
그 뒤 당시 외무대신 무쯔(陸奥宗光)가 1894년에 실시한 개혁에 대해서 말하기를 “우리 나라의 이익을 주안으로 삼는 정도에 그치고, 우리의 이익을 희생시킬 필요는 없다.”라고 하였다.

## 참고 자료
- 이 문서에는 다음커뮤니케이션(현 카카오)에서 GFDL 또는 CC-SA 라이선스로 배포한 글로벌 세계대백과사전의 "개화파의 개혁운동" 항목을 기초로 작성된 글이 포함되어 있습니다.

## 같이 보기
- 한성주보
- 박영효
- 서재필
- 윤치호
- 독립신문
- 한성신보